# Vangelo Egerton
Il Papiro Egerton 2 è un insieme di frammenti (due fogli completi e il resto di un terzo, più un frammento di cinque righe trovato successivamente) di un codice in lingua greca contenente un vangelo anonimo, noto come Vangelo Egerton, ora alla British Library. Si tratta di uno dei frammenti più antichi di vangelo. Il codice è stato datato paleograficamente alla seconda metà del II secolo, mentre il vangelo in esso contenuto, noto anche come Vangelo sconosciuto in quanto non noto da fonti antiche, fu probabilmente composto nel 50-100. Prende il nome dalla persona che finanziò l'acquisto del primo frammento.
Malgrado la sua evidente importanza storica, il testo non è molto noto ed è stato ampiamente ignorato al di fuori di un ristretto circolo di studiosi. Si tratta di un piccolo frammento che non rivela un rapporto chiaro con nessuno dei quattro vangeli canonici, come Helmut Koester e John Dominic Crossan hanno dimostrato, e che non può essere considerato un «apocrifo» o «eretico» senza compromettere l'ortodossia del Vangelo secondo Giovanni, né può essere classificato come «gnostico»; sembra quasi indipendente dai vangeli sinottici, rappresentando una tradizione simile ma indipendente da quella canonica del Vangelo secondo Giovanni, ma racconta un miracolo altrimenti sconosciuto nello stile di Giovanni.

## Contenuto
I tre frammenti sono di dimensioni 11,5 per 9,2 cm, 11,8 per 9,7 cm e 6 per 2,3 cm; contengono 94 linee, 200 parole circa, 4000 lettere circa.
I frammenti conservatisi riguardano cinque pericope:
1. «discussione sulle credenziali» (linee 1-24): una controversia simile a quella riportata nel Vangelo secondo Giovanni 5,39-47[5] e 10,31-39[6]. Il racconto inizia (linee 1-5) con la fine di un'accusa a Gesù sulla violazione di una legge, probabilmente quella del sabato, seguito (linee 5-20) da un violento attacco contro i capi del popolo, composto da versi ripresi dall'opera giovannea
2. «tentativo di aggredire Gesù» (linee 25-34): un agraphon consistente in una minaccia, e terminante con un tentativo di lapidazione, probabilmente per blasfemia, simile a quella riportata nel Vangelo secondo Giovanni 8:59[7];
3. «guarigione di un lebbroso» (linee 35-47): episodio simile a quello presente nel Vangelo secondo Matteo 8,1-4[8], nel Vangelo secondo Marco 1,40-45[9] e nel Vangelo secondo Luca 5,12-16[10] e 17,11-14[11];
4. «discussione con falsi inquisitori» (linee 50-66): una controversia sul pagamento delle tasse ai Romani (episodio del «Date a Cesare quello che è di Cesare e a Dio quello che è di Dio», Vangelo secondo Matteo 22,15-22[12], Vangelo secondo Marco 12,13-17[13] e Vangelo secondo Luca 20,20-26[14]);
5. «frutto miracoloso» (linee 67-82): un racconto frammentario di un miracolo sul fiume Giordano, forse utile ad illustrare la parabola dei semi che spuntano miracolosamente.[2] Quest'ultima storia non ha paralleli nei vangeli canonici:[2]
«Gesù camminò e si fermò sulla riva del Giordano; allungò la sua mano destra e la riempì... E lo piantò sul... E allora... acqua... e... dinanzi ai loro occhi; e portò frutto... molti... per la gioia...»[2]

I frammenti terminano con un'ulteriore violenza contro Gesù (linee 83-94).

## Datazione del manoscritto
Il primo frammento fu scoperto in Egitto nel 1934 e venduto al British Museum nell'estate di quell'anno, per poi essere pubblicato nel 1935, da H.I. Belle e T.C. Skeat.
La datazione del frammento è stata stabilita solo su base paleografica. Quando il primo frammento del papiro Egerton fu analizzato per la prima volta, la datazione stimata aveva rivali per antichità solo nel Papiro 52, un brano del Vangelo secondo Giovanni conservato alla John Rylands Library. Successivamente, quando un altro frammento del papiro fu identificato nella collezione dell'Università di Colonia (Papyrus Köln 255) - questo frammento combaciava perfettamente con la parte inferiore del papiro Egerton - la singola occorrenza di un apostrofo, raramente aggiunto alla punteggiatura greca prima del III secolo, fece retrodatare il manoscritto; questo studio collocò il papiro Egerton all'epoca del papiro Bodmer P66, il 200 circa.

## Composizione e relazione con i vangeli canonici

### Indipendenza
Alcuni studiosi hanno giustificato le somiglianze tra il Vangelo sconosciuto e i vangeli canonici affermando che l'autore del primo si era ispirato ai secondi, ma questa soluzione non è considerata soddisfacente, in quanto nei brani in comune il Vangelo Egerton non presenta il linguaggio peculiare degli autori dei sinottici e, più in generale, manca di alcune caratteristiche comuni ai sinottici, cosa difficile da spiegare se quei vangeli furono la sua fonte. D'altro canto, non ha prove a favore l'ipotesi che il Vangelo Egerton sia la fonte degli autori del Vangelo secondo Marco o del Vangelo secondo Giovanni. La spiegazione più probabile delle similitudini e delle differenze tra Egerton e i canonici è che l'autore di Egerton fece un uso indipendente dei detti e delle storie tradizionali di Gesù (quelli contenuti nell'ipotetica Fonte Q) usati anche dagli autori dei canonici.
Secondo questa teoria, poiché Egerton non sembrerebbe mostrare dipendenze dai canonici, la stima più antica della sua datazione è nella seconda metà del I secolo, quando i detti e le storie cui si ispira iniziarono a prendere forma scritta; la datazione più recente è invece l'inizio del II secolo. Dal momento che Egerton presenta le storie tradizionali in una forma meno sviluppata di quella di Giovanni, potrebbe essere stato composto non più tardi della seconda metà del I secolo, in Siria, poco prima che fosse scritto il Vangelo secondo Giovanni.
Secondo Helmut Koester e John Dominic Crossan, il vangelo non potrebbe essere classificato come gnostico o marginale: esso sembra essere quasi indipendente dai vangeli sinottici e rappresentare una tradizione simile al canonico Giovanni, ma indipendente da esso. Inoltre racconta alla maniera giovannea un miracolo altrimenti sconosciuto.

### Dipendenza
Un'altra ipotesi propende per la dipendenza dai vangeli canonici, in quanto in due brani l'autore del Vangelo Egerton sembri rifarsi a un insieme di testi canonici per prendere ispirazione per il proprio componimento. Gli studioso basano questa osservazione su associazioni di parole e ne deducono che queste storie siano state composte a memoria, senza i testi originali davanti; cionondimeno l'autore avrebbe conosciuto bene tutti e quattro i canonici. Quello che se n'è dedotto è che, sebbene la tradizione orale fosse stata già fissata in versione scritta, esisteva ancora una diffusa tradizione orale; la fusione di entrambe portava a produrre testi che mescolavano tra loro quelli già scritti e ad aggiungervi episodi tratti dalla tradizione orale (come il miracolo della quarta sezione).
Secondo il biblista svizzero François Bovon, il Vangelo Egerton ha un linguaggio molto simile a quello del Vangelo secondo Giovanni, pur mostrando anche somiglianze con il Vangelo secondo Luca (soprattutto 5:12-14 e 17:14), lasciando intendere che esso sia stato scritto dopo di essi.
Lo studioso evangelico Craig Evans sostiene una data per il Vangelo Egerton successiva ai vangeli canonici in una varietà di modi. Trova molti parallelismi tra il Vangelo Egerton e i vangeli canonici che includono un linguaggio editoriale specifico degli autori del Vangelo secondo Matteo e del Vangelo secondo Luca. Mentre Koester sostiene che questi mostrano una tradizione antecedente agli altri vangeli, Craig Evans li vede come tratti dagli altri vangeli, proprio come fece Giustino martire. Trova anche parole, come il plurale "sacerdoti", che mostrano una mancanza di conoscenza delle usanze ebraiche.